# Teoría de los cuatro humores

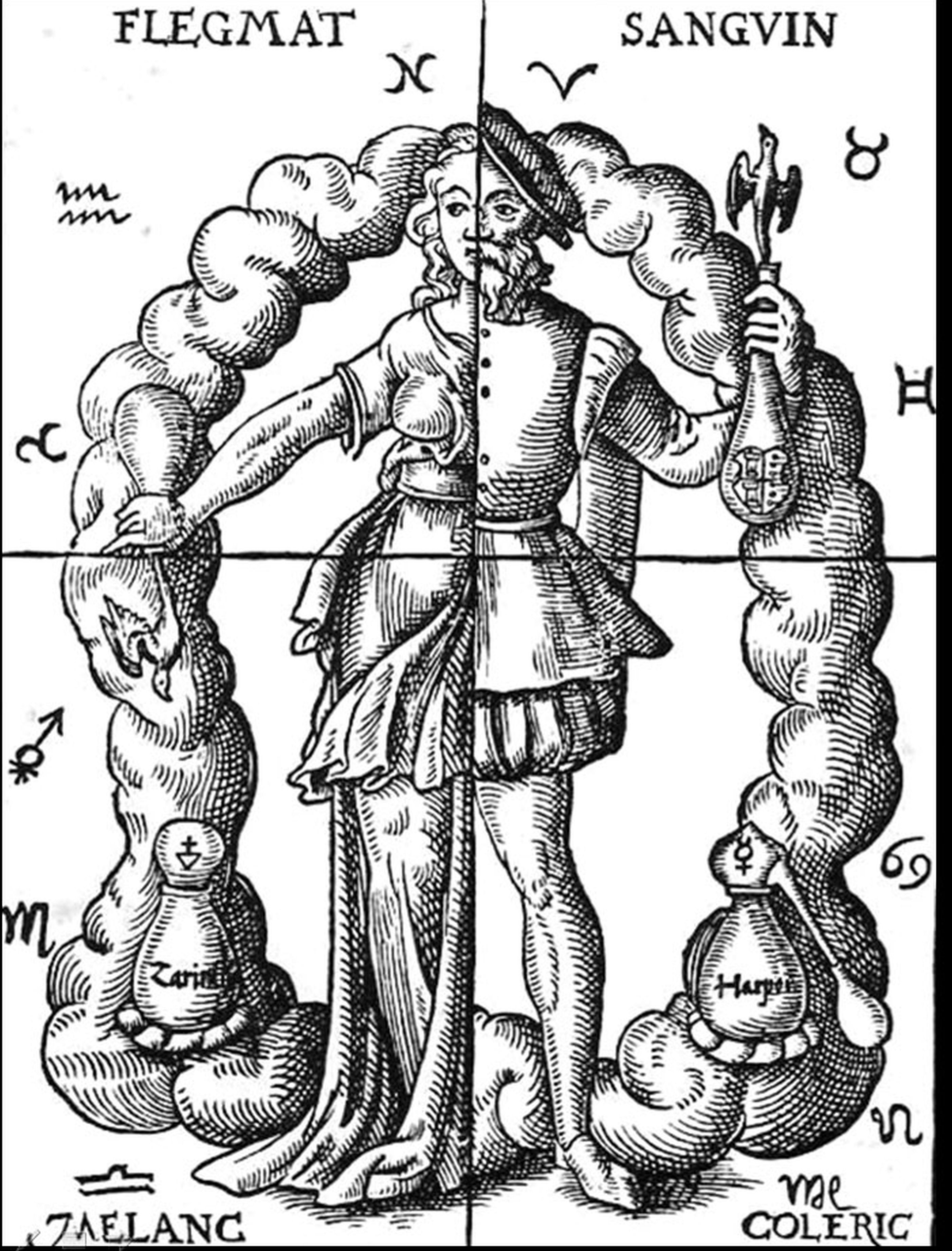
Ilustración del de los cuatro humores: Flegmat (flema), Sanguin (sangre), Coleric (bilis amarilla) y Melanc (bilis negra)

La teoría de los cuatro humores, también llamada humorismo, humoralismo o teoría humoral, es un sistema de medicina arcaico adoptado por los antiguos médicos y filósofos griegos y romanos, que detallaba la supuesta composición y funcionamiento del cuerpo humano basándose en la interacción entre los supuestos 4 humores básicos: flema, sangre, bilis negra y bilis amarilla.
El humorismo comenzó a perder preeminencia en la década de 1850 con el advenimiento de la teoría de los gérmenes, la cual demostró que muchas enfermedades que antes se pensaba que eran debidas a "desequilibrios humorales" en realidad eran causadas por microorganismos.

## Historia y orígenes
El concepto de "humores" (sistemas químicos que regulan el comportamiento humano) se hizo más prominente a partir de los escritos del teórico médico Alcmeón de Crotona (c. 540-500 a. C.). Su lista de humores era más larga e incluía los elementos fundamentales descritos por Empédocles, como el agua, el aire, la tierra, el fuego, etc. Se cree que el concepto de "humores" puede haberse originado en la medicina del Antiguo Egipto, o en Mesopotamia, aunque no fue sistematizado hasta los antiguos pensadores griegos. La palabra humor es una traducción del griego χυμός, chymos (literalmente jugo o savia, metafóricamente sabor). La antigua medicina tradicional india ayurveda había desarrollado una teoría similar de tres doshas (doṣas), que se vinculaban con los cinco elementos: tierra, agua, fuego, aire y éter.

Generalmente se le atribuye a Hipócrates la aplicación de esta idea a la medicina. A diferencia de Alcmeón, Hipócrates sugirió que los humores son los fluidos corporales vitales: sangre, flema, bilis amarilla y bilis negra. Alcmeón e Hipócrates postularon que un exceso o deficiencia extrema de cualquiera de los humores (fluidos corporales) en una persona puede ser un signo de enfermedad. Hipócrates, y luego Galeno, sugirieron que un desequilibrio moderado en la mezcla de estos fluidos produce ciertos patrones de comportamiento. Uno de los tratados atribuidos a Hipócrates, "Sobre la naturaleza del hombre", describe la teoría de la siguiente manera:
El cuerpo humano contiene sangre, flema, bilis amarilla y bilis negra. Estas son las cosas que componen su constitución y causan sus dolores y salud. La salud es principalmente aquel estado en el que estas sustancias constituyentes están en la proporción correcta entre sí, tanto en fuerza como en cantidad, y están bien mezcladas. El dolor ocurre cuando una de las sustancias presenta deficiencia o exceso, o se separa en el cuerpo y no se mezcla con otras.
Aunque la teoría de los cuatro humores aparece en algunos textos hipocráticos, otros escritores hipocráticos aceptaban la existencia de solo dos humores, mientras que otros se abstuvieron de discutir la teoría humoral por completo.
El humoralismo, o la doctrina de los cuatro temperamentos, como teoría médica conservó su popularidad durante siglos, en gran parte gracias a la influencia de los escritos de Galeno (129-201 d. C.). La teoría de los cuatro humores de Hipócrates se vinculó con la teoría popular de los cuatro elementos (tierra, fuego, agua y aire) propuesta por Empédocles, pero este vínculo no fue propuesto por Hipócrates o Galeno, quienes se referían principalmente a los fluidos corporales. Si bien Galeno consideraba que los humores se formaban en el cuerpo, en lugar de ingerirse, también afirmaba que los diferentes alimentos tenían un potencial variable para actuar sobre el cuerpo y producir diferentes humores. Los alimentos calientes, por ejemplo, tendían a producir bilis amarilla, mientras que los alimentos fríos tendían a producir flema. Las estaciones del año, los períodos de la vida, las regiones geográficas y las ocupaciones también influían en la naturaleza de los humores que se creaban. De esta manera, se entendía que ciertas estaciones y áreas geográficas podían causar desequilibrios en los humores, lo que provocaba distintos tipos de enfermedades en esos momentos y lugares. Por ejemplo, se consideraba que las ciudades expuestas a vientos cálidos tenían tasas más altas de problemas digestivos como resultado del exceso de flema que bajaba de la cabeza, mientras que las ciudades expuestas a vientos fríos se asociaron con enfermedades de los pulmones, enfermedades agudas y "dureza de los intestinos", así como oftalmías (problemas de los ojos) y hemorragias nasales. Mientras tanto, se creía que las ciudades del oeste producían personas débiles, enfermizas y pálidas que estaban sujetas a todo tipo de enfermedades.
En el tratado "Aires, Aguas, Lugares", se describe a un médico hipocrático que llega a una ciudad sin nombre donde prueba varios factores de la naturaleza, incluidos el viento, el agua y el suelo, para predecir la influencia directa en las enfermedades específicas de la ciudad en función de la temporada y los individuos.
La teoría del humorismo fue mejorada por Galeno, quien incorporó su interpretación de los humores en su concepción del cuerpo humano. Creía que las interacciones de los humores dentro del cuerpo eran la clave para investigar la naturaleza física y la función de los sistemas de los órganos. Galeno combinó su interpretación de los humores con su colección de ideas sobre la naturaleza de filósofos del pasado para encontrar conclusiones sobre cómo funciona el cuerpo. Por ejemplo, Galeno mantuvo la idea de la presencia del alma tripartita platónica, que consistía en " thumos (vibridad), epithumos (vibridad dirigida, es decir, deseo) y Sophia (sabiduría)".
A través de esto, Galeno proponía una conexión entre estas tres partes del alma y los tres órganos principales que se reconocían en ese momento: el cerebro, el corazón y el hígado. Esta idea de conectar partes vitales del alma con partes vitales del cuerpo estaba derivada de la forma aristotélica de explicar las observaciones físicas, y Galeno la utilizó para construir su visión del cuerpo humano. Los órganos (llamados organa ) tenían funciones específicas (llamadas chreiai ) que contribuían al mantenimiento del cuerpo humano, y la expresión de estas funciones se manifestaba en las actividades características (llamadas energeiai ) de una persona. Si bien la correspondencia de las partes del cuerpo con el alma fue un concepto influyente, Galeno decidió que la interacción de los cuatro humores con los mecanismos corporales naturales eran los responsables del desarrollo humano y esta conexión inspiró su comprensión de la naturaleza de los componentes del cuerpo.
Galeno retoma la correspondencia entre los humores y las estaciones en su texto "Sobre las doctrinas de Hipócrates y Platón", y dice que, "En cuanto a las edades y las estaciones, el niño (παῖς) corresponde a la primavera, el joven (νεανίσκος) al verano, el hombre maduro (παρακµάζων) al otoño, y el anciano (γέρων) al invierno". También relacionó una correspondencia entre humores y estaciones basada en las propiedades de ambos. La sangre, como humor, se consideraba caliente y húmeda. Esto le dio una correspondencia con la primavera. La bilis amarilla se consideraba caliente y seca, lo que la relacionaba con el verano. La bilis negra se consideraba fría y seca y, por lo tanto, relacionada con el otoño. Y la flema, fría y húmeda, estaba relacionada con el invierno.
Galeno también creía que las características del alma siguen las mezclas del cuerpo, pero no aplicó esta idea a los humores hipocráticos. Creía que la flema no influía en el carácter. En su Sobre la naturaleza del hombre de Hipócrates, Galeno afirmó: ' La agudeza y la inteligencia (ὀξὺ καὶ συνετόν) son causadas por la bilis amarilla en el alma, la perseverancia y la constancia (ἑδραῖον καὶ βέβαιον) por el humor melancólico, y la sencillez y la ingenuidad (ἁπν) καὶ ἠλιθιώτερον) por la sangre. Pero la naturaleza de la flema no tiene efecto sobre el carácter del alma (τοῦ δὲ φλέγµατος ἡ φύσις εἰς µὲν ἠθοποιῗαν ἄχρηστος)." Afirmaba además que la sangre era una mezcla de los cuatro elementos: agua, aire, fuego y tierra.
Se pensaba que el desequilibrio de los humores, o discrasia, era la causa directa de todas las enfermedades. La salud se asociaba con un equilibrio de los humores, o eucrasia. Las cualidades de los humores, a su vez, influían en la naturaleza de las enfermedades que provocaban. La bilis amarilla causaba enfermedades por calor y la flema causaba enfermedades por frío. En Sobre los temperamentos, Galeno enfatizó aún más la importancia de las cualidades. Un temperamento ideal implicaba una mezcla proporcionalmente equilibrada de las cuatro cualidades. Galeno identificó cuatro temperamentos en los que predominaba una de las cualidades (cálido, frío, húmedo o seco), y cuatro más en los que dominaba una combinación de dos (cálido y húmedo, cálido y seco, frío y seco o frío y húmedo). Estos cuatro últimos, llamados así por los humores con los que estaban asociados (sanguíneo, colérico, melancólico y flemático), finalmente se hicieron más conocidos que los demás. Si bien el término temperamento se refería solo a las disposiciones psicológicas, Galeno lo usó también para referirse a las disposiciones corporales, que determinaban la susceptibilidad de una persona a enfermedades particulares, así como las inclinaciones emocionales y de comportamiento.
La enfermedad también podría ser el resultado de la "corrupción" de uno o más de los humores, lo que podría ser causado por circunstancias ambientales, cambios en la dieta o muchos otros factores. Se pensaba que estos déficits eran causados por vapores inhalados o absorbidos por el cuerpo. Los griegos y los romanos, y los posteriores establecimientos médicos musulmanes y de Europa occidental que adoptaron y adaptaron esta filosofía médica clásica, considerando que la proporción de cada uno de estos humores aumentaría y disminuiría en el cuerpo según la dieta y las actividades realizadas. Cuando un paciente sufría de un exceso o desequilibrio de uno de los cuatro humores, entonces la personalidad y/o la salud física de dicho paciente podían verse afectadas negativamente.

## Los cuatro humores

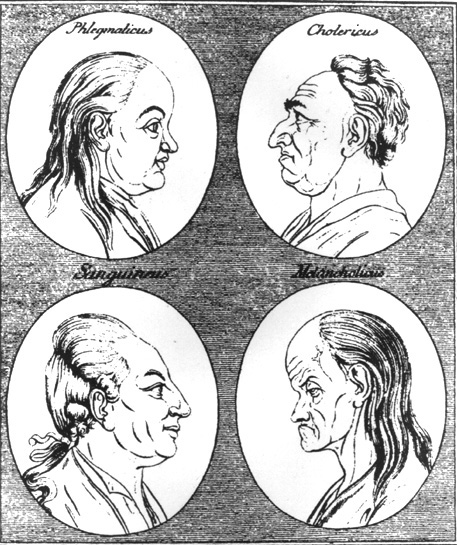
Los cuatro temperamentos representados en un grabado en madera del : flemático, colérico, sanguíneo y melancólico.

Aunque la teoría del humorismo tuvo varios modelos que usaban 2, 3 y 5 componentes, el modelo más famoso consiste en los cuatro humores descritos por Hipócrates y desarrollados por Galeno. Los cuatro humores de la medicina hipocrática son la bilis negra (en griego: μέλαινα χολή, melaina chole), la bilis amarilla (en griego: ξανθη χολή, xanthe chole), la flema (en griego: φλέγμα, phlegma) y la sangre (en griego: αἷμα, jaima). Cada uno corresponde a uno de los cuatro temperamentos tradicionales. Con base en la medicina hipocrática, se creía que para que un cuerpo esté sano, los cuatro humores deben estar equilibrados en cantidad y fuerza. La combinación adecuada y el estado de equilibrio de los cuatro humores se denominaba "eucrasia".
Estos términos corresponden solo en parte a la terminología médica moderna, en la que no se distingue entre bilis negra y amarilla, y en la cual flema tiene un significado muy diferente. Se creía que los humores eran las sustancias básicas a partir de las cuales se fabricaban todos los líquidos del cuerpo. Robin Fåhræus (1921), el médico sueco que desarrolló la tasa de sedimentación de eritrocitos, sugirió que los cuatro humores se podía haber basado en la observación de la coagulación de la sangre en un recipiente transparente. Cuando se extrae sangre en un recipiente de vidrio y se deja reposar durante aproximadamente una hora, se pueden ver cuatro capas diferentes: se forma un coágulo oscuro en el fondo (la "bilis negra"); encima del coágulo hay una capa de glóbulos rojos (la "sangre"); encima hay una capa blanquecina de glóbulos blancos (la "flema"); la capa superior es suero amarillo claro (la "bilis amarilla").
Muchos textos griegos fueron escritos durante la época dorada de la teoría de los cuatro humores en la medicina griega posterior a Galeno. Isidoro de Sevilla es el primer autor que recoge la relación entre los elementos del universo (aire, agua, tierra, fuego) y los humores del hombre (sangre, bilis amarilla, bilis negra, flema). También un tratado anónimo llamado "Sobre la constitución del universo y del hombre", publicado a mediados del siglo XIX por JL Ideler, afirma:
- Las personas que tienen sangre roja son amigables. Bromean y se ríen de sus cuerpos, y están teñidos de rosa, ligeramente rojos y tienen una piel bonita.
- Las personas que tienen bilis amarilla son amargas, de mal genio y atrevidas. Aparecen de color verdoso y tienen la piel amarilla.
- Las personas compuestas de bilis negra son perezosas, temerosas y enfermizas. Tienen cabello negro y ojos negros.
- Los que tienen flema son desanimados, olvidadizos y tienen el pelo blanco.

### Sangre
La sangre es claramente el producto de la digestión de los alimentos. Se pensaba que el valor nutricional de la sangre era la fuente de energía para el cuerpo y el alma. También se creía que la sangre consistía de pequeñas cantidades proporcionales de los otros tres humores. Esto significaba que tomar una muestra de sangre permitiría determinar el equilibrio de los cuatro humores en el cuerpo. Se asociaba con una naturaleza "sanguínea" (entusiasta, activa y social). : 103–05 
La asociación estacional de la sangre era la primavera porque las características naturales que se encuentran en los individuos se asociaron con el calor y la humedad.

### Bilis amarilla
La bilis amarilla se asociaba con una naturaleza colérica (ambiciosa, decisiva, agresiva y de mal genio). Se pensaba que era líquido que se encontraba dentro de la vesícula biliar, sin embargo, también podría encontrarse en excreciones como vómito o heces.
Las cualidades asociadas a la bilis amarilla eran calor y sequedad con la asociación natural de verano y fuego. Se creía que un exceso de este humor en un individuo daría lugar a irregularidades emocionales como un aumento de la ira o un comportamiento irracional.

### Bilis negra
La bilis negra se asociaba con una naturaleza melancólica, (la palabra "melancolía" deriva del término griego para "bilis negra", μέλαινα χολή  melaina kholé ). La depresión se atribuyó a un exceso antinatural de bilis negra secretada por el bazo. El cáncer también se atribuyó a un exceso de bilis negra concentrada en un área específica.
La asociación estacional de la bilis negra fue con el otoño, ya que las características frías y secas de la estación reflejan la naturaleza del hombre.

### Flema
La flema se asoció con una naturaleza flemática, descrita como un comportamiento reservado. La flema del humorismo está lejos de la flema tal como se la define hoy. Flema se usaba como un término general para describir secreciones blancas o incoloras como por ejemplo pus, moco, saliva o sudor. La flema también se asociaba con el cerebro, posiblemente debido al color y la consistencia del tejido cerebral.
El fisiólogo y premio Nobel francés Charles Richet, al describir la "flema o secreción pituitaria" del humorismo en 1910, preguntó retóricamente, "este extraño líquido, que es la causa de los tumores, de la clorosis, del reumatismo y de la cacoquimia, ¿dónde está? ¿Quién lo verá alguna vez? ¿Quién lo ha visto alguna vez? ¿Qué podemos decir de esta fantasiosa clasificación de los humores en cuatro grupos, de los cuales dos son absolutamente imaginarios?"
La asociación estacional de la flema es el invierno debido a las propiedades naturales de ser frío y húmedo.

### Unificación del humorismo con el modelo de Empédocles

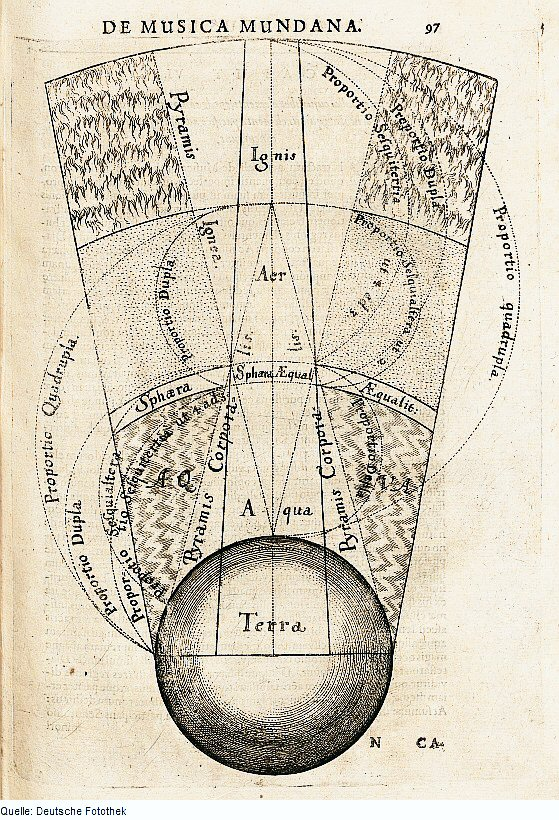
Representación de las esferas de los cuatro elementos.

La teoría de Empédocles sugería que hay cuatro elementos: tierra, fuego, agua y aire, y que la tierra produce los sistemas naturales. Dado que esta teoría fue influyente durante siglos, los eruditos posteriores combinaron las cualidades asociadas con cada humor según lo descrito por Hipócrates y Galeno con las estaciones y los "elementos básicos" según lo descrito por Empédocles.
La siguiente tabla muestra los cuatro humores con sus correspondientes elementos, estaciones, sitios de formación y temperamentos resultantes:
| Humor          | Estación  | Edad     | Elemento | Órgano           | Cualidades      | Temperamento        | Sólido platónico |
| bilis amarilla | verano    | juventud | fuego    | vesícula biliar  | cálido y seco   | colérico            |                  |
| sangre         | primavera | infancia | aire     | hígado           | cálido y húmedo | sanguíneo/optimista |                  |
| flema          | invierno  | vejez    | agua     | cerebro/pulmones | frío y húmedo   | flemático           |                  |
| bilis negra    | otoño     | adultez  | tierra   | bazo             | frío y seco     | melancólico         |                  |

## Influencia y legado

### Medicina islámica
La tradición médica medieval islámica en la Edad de Oro del Islam adoptó la teoría del humorismo de la medicina grecorromana, en particular a través de El canon de la medicina del erudito persa Avicena (1025). Avicena resumió los cuatro humores y temperamentos de la siguiente manera:
| Evidencia              | Caliente | Frío                                                 | Húmedo                           | Seco                                           |
| ---------------------- | --- | ---------------------------------------------------- | -------------------------------- | ---------------------------------------------- |
| Estados mórbidos       | Las inflamaciones se vuelven febriles. Pérdida del vigor. | Fiebres relacionadas con el humor seroso. Reumatismo | Languidez                        |                                                |
| Poder funcional        | Energía deficiente. | Poder digestivo deficiente.                          | Digestión difícil.               |                                                |
| Sensaciones subjetivas | Sabor amargo. Sed excesiva. Ardor en la boca del estómago. | Falta de deseo de ingerir líquidos.                  | Salivación mucoide. Somnolencia. | Insomnio. Estado de vigilia.                   |
| Signos físicos         | Pulso elevado, acercándose a la languidez. | Articulaciones flácidas.                             | Diarrea. Párpados hinchados.     | Piel áspera. Hábito adquirido, no innato.      |
| Alimentos y medicinas  | Calefacientes (agentes o sustancias médicas que producen una sensación de calor cuando se aplican al cuerpo) nocivos, infrigidantes (agentes o sustancias médicas que producen una sensación de frío cuando se aplican al cuerpo) beneficiosos. | Infrigidantes nocivos, calefacientes beneficiosos.   | Alimentos húmedos nocivos.       | Régimen seco dañino, humectantes beneficiosos. |
| Relación con el clima  | Peor en verano. | Peor en invierno.                                    |                                  | Malo en otoño.                                 |

### Medicina occidental
Prácticas típicas del siglo XVIII como sangrar a un enfermo o aplicar ventosas calientes a una persona se basaban en la teoría humoral de los desequilibrios de fluidos (sangre y bilis en esos casos). Los métodos de tratamiento como la sangría, los eméticos y las purgas tenían como objetivo expulsar un exceso de humor. Otros métodos usaban hierbas y alimentos asociados con un humor particular para contrarrestar los síntomas de la enfermedad, por ejemplo: las personas que tenían fiebre y sudaban se consideraban calientes y húmedas y, por lo tanto, se les administraban sustancias asociadas con el frío y la sequedad. Los apocrústicos eran medicamentos destinados a detener el flujo de humores nocivos hacia una parte enferma del cuerpo.
El médico suizo del siglo XVI, Paracelso, desarrolló aún más la idea de que las sustancias médicas beneficiosas se pueden encontrar en hierbas, minerales y varias combinaciones alquímicas de los mismos. Estas creencias fueron la base de la medicina occidental dominante hasta bien entrado el siglo XVII. Se usaron minerales o hierbas específicos para tratar dolencias simples a complejas, desde una infección de las vías respiratorias superiores sin complicaciones hasta la peste. Por ejemplo, la manzanilla se usaba para disminuir el calor y reducir el exceso de humor biliar. El arsénico se usó en una bolsa de cataplasma para 'sacar' el exceso de humor que se creía conducía a los síntomas de la peste. Los apflematismos, en la medicina premoderna, eran medicamentos que se masticaban para eliminar las flemas y los humores.
Aunque los avances en patología celular y química criticaron el humoralismo en el siglo XVII, la teoría había dominado el pensamiento médico occidental durante más de 2000 años y no se le refutó de forma definitiva hasta 1858. Durante ese largo periodo sólo en algunos casos sucedió que la teoría del humoralismo perdiera preeminencia a favor de otras concepciones. Uno de esos casos ocurrió en los siglos VI y VII en el Imperio bizantino cuando la cultura griega secular tradicional dio paso a las influencias cristianas. Aunque el uso de la medicina humoralista continuó durante este tiempo, su influencia disminuyó a favor de la religión. En este caso el renacimiento del humorismo griego no comenzó hasta principios del siglo IX, debido en parte a factores sociales y económicos cambiantes.

### Uso moderno
El concepto de humorismo fue refutado definitivamente en 1858. Por lo que actualmente el uso o práctica del humorismo es considerado pseudociencia.
Cuando la medicina moderna se refiere a la inmunidad humoral o la regulación humoral al describir sustancias como hormonas y anticuerpos, esto no es un remanente de la teoría de los humores, sino simplemente un uso literal del término humoral, es decir, relativo a los fluidos corporales (como la sangre y la linfa).